# Arnold Jan van den Tempel
Prof. dr. Arnold Jan van den Tempel (Amsterdam, 25 augustus 1910 – Den Haag, 8 juni 2000) was een Nederlands jurist, hoogleraar fiscaal recht en internationaal belastingdeskundige. Hij was jarenlang verbonden aan de Universiteit van Amsterdam en geldt als een van de grondleggers van het moderne fiscale denken in Nederland. Zijn werk had invloed op zowel de nationale belastingwetgeving als op internationale belastingverdragen.

## Levensloop
Van den Tempel werd geboren in Amsterdam als zoon van Jan van den Tempel, sociaaldemocratisch minister en Arnolda Hendrika Jansen. Zijn broer is Bas van den Tempel politicus voor de PvdA. Hij studeerde rechten aan de Universiteit van Amsterdam, waar hij afstudeerde als meester in de rechten.   
Na zijn studie begon hij zijn loopbaan bij de Belastingdienst, waar hij onder andere werkte bij de belastinginspectie in Zutphen en later, tijdens de Tweede Wereldoorlog, in Hoofddorp. In 1941 huwde hij met Corrie (Catharina Cornelia) Stuy (23 februari 2017- 8 oktober 2009). Het huwelijk heeft 4 kinderen voortgebracht, Paulien, Jan, Frank en Heleen. In 1945 promoveerde hij aan de Universiteit van Amsterdam op het proefschrift "De belasting als instrument der economische politiek", waarmee hij zich profileerde als vernieuwend denker op fiscaal gebied.
Aansluitend werkte Van den Tempel bij het ministerie van Financiën in Den Haag, waar hij opklom tot waarnemend directeur-generaal fiscale zaken.
In 1956 werd Van den Tempel benoemd tot voorzitter van het Fiscal Committee van de Organisatie voor Europese Economische Samenwerking (OEEC), de voorloper van de Organisatie voor Economische Samenwerking en Ontwikkeling (OESO). Onder zijn voorzitterschap werden de fundamenten gelegd voor het latere OESO-Modelverdrag ter voorkoming van dubbele belasting, dat wereldwijd nog altijd wordt toegepast.
In 1959 werd hij getroffen door tuberculose. Na zijn herstel koos hij voor een academische loopbaan. Hij werd benoemd tot hoogleraar fiscaal recht aan de Universiteit van Amsterdam, waar hij lesgaf aan zowel de juridische als de economische faculteit. Zijn academisch werk richtte zich onder meer op belastingbeginselen, internationale belastingverdragen en de verhouding tussen vennootschaps- en inkomstenbelasting.

## Publicaties
Van den Tempel publiceerde veelvuldig, onder andere in het Weekblad Fiscaal Recht en internationale fiscale tijdschriften. Zijn artikelen stonden bekend om hun kritische benadering van traditionele belastingprincipes. Zijn publicatie Het einde van de belastingbeginselen (1979) leidde tot een breed vakinhoudelijk debat binnen de fiscale wetenschap.

## Onderscheidingen
Voor zijn verdiensten werd hij in 1956 benoemd tot ridder in de Orde van de Nederlandse Leeuw.
- Gemeinsame Normdatei: 127979069
- International Standard Name Identifier: 0000 0000 3880 0063
- Library of Congress Control Number: no94002495
- Nationale Bibliotheek van Israël: 987007294158905171
- Nederlandse Thesaurus van Auteursnamen: 070208549
- Virtual International Authority File: 53724941
- WorldCat: E39PBJgHfwCbcKPFM9mYbWgFrq